# 전주덕진소방서
전주덕진소방서(全州德津消防署, Jeonju Deokjin Fire Station)는 전북특별자치도 전주시 덕진구를 관할하는 전북특별자치도 소방본부 산하의 소방서이다.
소방서장은 소방정으로 보한다.

## 연혁
- 1946년 12월 1일: 전주소방서 개서
- 1948년 4월 18일: 이리소방서(현재 익산소방서) 분리
- 1983년 9월 1일: 남원소방서 개서
- 1996년 7월 27일: 완산소방서(현재 전주완산소방서)가 분리되어 덕진소방서로 이름 변경
- 2004년 2월 21일: 무진장소방서(현재 장수소방서) 분리
- 2005년 12월 30일: 전주덕진소방서로 이름 변경
- 2019년 1월 28일: 완주소방서 분리

## 조직
| - 소방행정과 - 소방행정팀 - 예산장비팀 | - 방호구조과 - 방호팀 - 구조구급팀 - 예방안전팀 | - 현장대응단 - 지휘조사팀 |

## 관할센터 및 관할구역
전주덕진소방서는 4개의 119안전센터와 1개의 구조대를 산하에 두고 있다.
| 명칭                     | 사진 | 주소                       | 관할구역                                                  | 지역대 |
| ------------------------ | ---- | -------------------------- | --------------------------------------------------------- | ------ |
| 금암119안전센터          |      | 전주시 덕진구 백제대로 611 | 전주시 덕진구 금암1·2동, 덕진동, 진북동, 우아1동, 인후2동 |        |
| 팔복119안전센터          |      | 전주시 덕진구 온고을로 430 | 전주시 덕진구 팔복동, 조촌동, 동산동                      |        |
| 전미119안전센터          |      | 전주시 덕진구 과학로 144   | 전주시 덕진구 송천1·2동                                   |        |
| 아중119안전센터          |      | 전주시 덕진구 진버들4길 16 | 우아2동, 인후1·3동                                        |        |
| 전주덕진소방서 119구조대 |      | 전주시 덕진구 백제대로 611 | 전라북도 전주시 덕진구                                    |        |

## 초기 구급차 도입

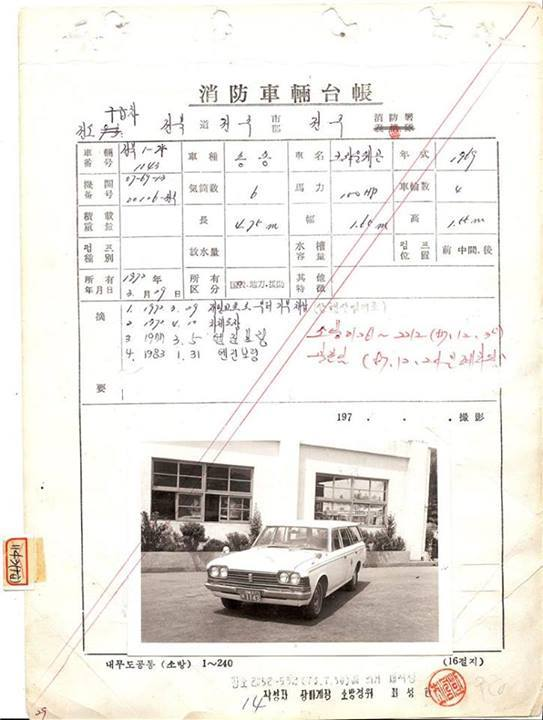
1972년 전주소방서 구급차 관리기록부

전직 소방공무원 이화춘씨의 증언에 의하면 1972년 당시 지종환 전주소방서장(24대)이 일본에서 개최한 소방서장회의에 참석, 응급환자 이송용으로 활동 중인 구급차량으로 보고 온 것이 계기가 되어 (주)삼행산업 대표 차갑도(재일교포)의 기증을 받아 1969년식 크라운 웨건을 구급차로 활용하였다. 이 구급차는 1938년 경성 소방서에 구급차가 도입되어 운행을 개시했다는 동아일보의 기사가 2012년에 발견되기 전까지 한국 최초의 구급차로 여겨졌다. 1972년 3월 29일부터 1987년 12월 24일까지 운행되었으며 운전원과 대원 1명이 동승하여 야간 통행금지 시간에 구애받지 않고, 연탄가스 중독환자 등을 전북대학 병원 등으로 이송하였다.

## 같이 보기
- 대한민국 소방청
- 대한민국의 소방
- 소방관 계급